# Дуглас, Иллеана
Иллеана Дуглас (англ. Illeana Douglas, род. 25 июля 1965) — американская актриса, режиссёр, сценарист и продюсер.

## Жизнь и карьера
Иллеана Дуглас — внучка актёра Мелвина Дугласа. Она дебютировала в 1987 году небольшой ролью в фильме с Шелли Лонг «Снова привет» и в последующие годы сыграла более девяноста ролей на экране.
Дуглас, пожалуй, наиболее известна по роли в триллере режиссёра Мартина Скорсезе «Мыс страха» 1991 года. Она снялась в четырёх фильмах Скорсезе, включая главную роль в «Утеха сердца моего» (1996) и второстепенные в «За что стоит умереть» (1995), которая принесла ей номинацию на премию «Сатурн», и «Мир призраков» (2001). На телевидении она появилась в сериале «Клиент всегда мёртв», за что была номинирована на премию «Эмми» в 2002 году. Она также появлялась в сериалах «Дурнушка» и «Красавцы».
16 мая 1998 года она вышла замуж за продюсера и сценариста Джонатана Аксельрода (сына известного сценариста и драматурга Джорджа Аксельрода), они развелись в 2001 году.

## Фильмография
- 1988 — Последнее искушение Христа/The Last Temptation Of Christ
- 1989 — Нью-йоркские истории/New York Stories
- 1990 — Славные парни/Goodfellas
- 1991 — Виновен по подозрению/Guilty by Suspicion
- 1991 — Мыс страха/Cape Fear
- 1993 — Живые/Alive
- 1994 — Телевикторина/Quiz Show
- 1995 — Найти и ликвидировать/Search and Destroy
- 1995 — За что стоит умереть/To Die For
- 1997 — Крёстная мать/Bella Mafia
- 1997 — Портрет совершенства/Picture Perfect
- 1999 — Отзвуки эха/Stir of Echoes
- 1999 — Послание в бутылке/Message in a Bottle
- 1999 — Крёстный Лански/Lansky
- 2000 — Лучший друг/The Next Best Thing
- 2001 — Мир призраков/Ghost World
- 2001—2005 — Клиент всегда мёртв / Six Feet Under — Анджела
- 2002 — Крутой парень/The New Guy
- 2002 — Приключения Плуто Нэша/The Adventures of Pluto Nash
- 2005 — Тайны заблудших душ/Stories of Lost Souls
- 2006 — Я соблазнила Энди Уорхола/Factory Girl
- 2015 — Погоня за жизнью / Chasing Life — Мэрианн Руссо